# Haliàcmon (mitologia)
En la mitologia grega, Haliàcmon (en grec antic: Ἁλιάκμων) era una divinitat fluvial, fill d'Oceà i Tetis i germà de les Oceànides. Era associat a un riu de Macedònia, l'Haliàcmon, del qual era déu i protector.
Una llegenda explica que, temps enrere, un habitant de Tirint, anomenat Haliàcmon, en un accés de bogeria, es llançà al riu, que llavors es deia Carmànor. A partir de llavors, el riu va prendre el nom de l'ofegat i es va anomenar Haliàcmon. Una versió diferent diu que l'Haliàcmon es va transformar més endavant en el riu Ínac.